# テレビ探偵団
『テレビ探偵団』（テレビたんていだん）は、1986年10月12日から1992年3月29日までTBS系列で放送されていたTBS製作のバラエティ番組である。三菱電機の一社提供で、タイトルに「三菱タイムトリップ」を冠していた。放送時間は毎週日曜19:30 - 20:00 （日本標準時）。

## 概要
毎回懐かしのテレビ番組や懐かしのテレビCMを取り上げていた番組。ゲスト出演者たちの思い出に残っている、あるいは本人たちが過去に出演していたテレビ番組やCMの映像を紹介し、それらをもとにトークをする模様を放送していた。当初は三宅裕司と山瀬まみが総合司会を、当時『週刊TVガイド』の編集記者だった泉麻人が本名の朝井泉名義でコメンテーターを務めていた。
オープニングでは、モノクロの番組が映っているブラウン管テレビを一瞬映した後、その日紹介する番組の中から1カットずつ映像を放送。そして三宅たちレギュラー陣がスタジオ入りする映像に切り替わり、番組本編に入っていった。オープニングで掛かっていたテーマ曲は、ラジオドラマ版『少年探偵団』（ニッポン放送）の主題歌の替え歌。番組後半には、視聴者から寄せられた「あの人があの番組に出ていた」などの目撃情報を朝井が調査し、それらを自らの見地やお宝グッズを交えながら紹介する「私だけが知っている」のコーナーを設けていた。エンディングでは原則として、ゲストにとって思い出深い歌とその映像を紹介していた。往年の歌手の映像には、『TBS歌謡曲ベストテン』、『TBS歌のグランプリ』、『ザ・ベストテン』、『8時だョ!全員集合』からの映像を多用していた。
オープニング後の提供クレジットでは、ブルーバックに白抜きで「三菱タイムトリップ」と表示した後、「技術がつくる高度なふれあい、SOCIO-TECHの三菱電機の提供でお送りします」の女性アナウンス（ナレーションは藤田恒美が担当）とともに、三菱のコーポレートステートメントと社名ロゴを表示していた。また、エンドカードもやはりブルーバックに白抜きで、「三菱タイムトリップ テレビ探偵団 終」と表示していた。TBS系列局では1976年10月スタートのバラエティ番組『欽ちゃんの向こう三軒両隣』以降、『欽ちゃんのこれが1番!!』や『THEチャレンジャー』など、16年半にわたって提供してきたTBS系における三菱電機一社提供枠はこれが最後となった。
三菱電機の一社提供番組であったため、懐かしのCMを流す「なつかCM」においては原則として他社の電化製品CMを流すことはなかったが、例外的に松下電器（現在のパナソニック）提供の『ナショナルキッド』については、スポンサーのブランド名が入っているのにもかかわらず三菱側の裁量によって放送した。また、三浦友和が出演していたパナソニック サイクルテックのCMも、自転車の製造・販売をしていない三菱側が競合しないとの判断のもとに放送した。
番組は、放送開始から1年半後の1988年5月にリニューアル。このリニューアルで、朝井に替わって林家こぶ平（後の9代目林家正蔵、本名の海老名泰孝名義で出演）がコメンテーターとなった。さらに1年半後の1989年10月には、山瀬が富士通のCMに出演するため、三菱電機の意向で降板が決まり、山瀬に替わって西田ひかるが三宅のパートナーとなったが、西田ひかるは帰国子女のため、日本の過去のテレビ放送の視聴体験はなく、ほとんど話題には参加できなかった。この出演者交代に際し、番組中に感極まった山瀬が泣き出すハプニングがあった。なお、山瀬と朝井はレギュラーを降りた後も番組にはたびたびゲストで参加しており、正月に放送のスペシャル回、海老名が欠席した回、大場久美子がゲストの回などには彼らの姿を見ることができた。
番組の視聴率は15%前後で推移していたが、当時のTBS社長・磯崎洋三が起こした編成大改革により、番組は前後の時間帯に放送されていた『クイズ!!ひらめきパスワード』（毎日放送製作）と『日曜特集・新世界紀行』ともども1992年3月29日放送分をもって終了。最終回では西田が目に涙を浮かべ、「スペシャルでまた帰ってきます…」と発言していた。
番組は西田の発言どおり、1992年7月31日と同年11月6日に『金曜テレビの星!』内で復活放送を行った。さらに8年後の2000年9月21日にも『豪華版！テレビ探偵団』と題しての復活放送を行い、その後も2001年1月2日に『豪華版！テレビ探偵団お正月スペシャル』、同年4月8日に『超豪華！テレビ探偵団』と立て続けに復活放送を行った。2001年12月30日に放送された『ザ・ベストテン』の復活特番『ザ・ベストテン2001』においても、同番組とのコラボレーション企画である「ベストテン探偵団」を実施した。この復活スペシャルでは、歴代のレギュラー出演者5人が揃って司会を務めていた。
三菱電機提供番組枠は短期間で終了していた番組が多かったが、当番組は1986年10月から1992年3月まで5年半続いた。

## 歴代出演者
| 期間 | 期間      | 総合司会 | 総合司会   | コメンテーター |
| 期間 | 期間      | 男性     | 女性       | コメンテーター |
| --- | --------- | -------- | ---------- | -------------- |
| 1986年10月 | 1988年4月 | 三宅裕司 | 山瀬まみ   | 朝井泉         |
| 1988年5月 | 1989年9月 | 三宅裕司 | 山瀬まみ   | 海老名泰孝     |
| 1989年10月 | 1992年3月 | 三宅裕司 | 西田ひかる | 海老名泰孝     |
| 補足 - 山瀬と朝井は降板後もゲストで出演したことがある。 - 三宅と西田は司会在任中、三菱電機のCMにも出演していた。 |           |          |            |                |

## ゲスト

### レギュラー番組時代
- 第1回（1986年10月12日） - 森田健作
- 第2回（1986年10月19日） - 武田鉄矢
- 第3回（1986年11月2日） - 金田正一
- 第4回（1986年11月9日） - 三浦友和
- 第5回（1986年11月16日） - 和田アキ子
- 第6回（1986年11月23日） - 青島幸男
- 第7回（1986年11月30日） - 陣内孝則
- 第8回（1986年12月7日） - 桑田佳祐
- 第9回（1986年12月14日） - 中尾ミエ
- 第10回（1986年12月21日） - 玉置宏
- 第11回（1987年1月11日） - リクエスト大会
- 第12回（1987年1月18日） - 柳沢慎吾
- 第13回（1987年2月1日） - 坂上二郎
- 第14回（1987年2月8日） - 桑名正博
- 第15回（1987年2月15日） - 秋野暢子
- 第16回（1987年2月22日） - 伊東四朗
- 第17回（1987年3月1日） - ハナ肇
- 第18回（1987年3月8日） - チェッカーズ
- 第19回（1987年3月15日） - 徳光和夫[注 4]
- 第20回（1987年3月22日） - 小堺一機
- 第21回（1987年4月12日） - 高橋英樹
- 第22回（1987年4月19日） - ガッツ石松
- 第23回（1987年4月26日） - かまやつひろし
- 第24回（1987年5月3日） - リクエスト特集
- 第25回（1987年5月17日） - 藤村俊二
- 第26回（1987年5月24日） - 前川清
- 第27回（1987年5月31日） - 梅宮辰夫
- 第28回（1987年6月14日） - せんだみつお
- 第29回（1987年6月28日） - 毒蝮三太夫
- 第30回（1987年7月12日） - 関口宏
- 第31回（1987年7月19日） - 桂三枝（後の六代目桂文枝）
- 第32回（1987年7月26日） - 夏休みアニメ特集
- 第33回（1987年8月02日） - 稲川淳二
- 第34回（1987年8月16日） - 松本伊代
- 第35回（1987年8月23日） - 布施明
- 第36回（1987年9月13日） - 谷隼人
- 第37回（1987年9月27日） - 桜田淳子
- 第38回（1987年10月18日） - 関根勤
- 第39回（1987年11月1日） - 植木等[注 5]
- 第40回（1987年11月8日） - 西川のりお
- 第41回（1987年11月15日） - 第2回アニメ大会
- 第42回（1987年11月22日） - おすぎとピーコ
- 第43回（1987年11月29日） - アグネス・チャン
- 第44回（1987年12月6日） - 大村崑
- 第45回（1987年12月13日） - 富田靖子
- 第46回（1987年12月20日） - 前田武彦
- 第0回（1988年1月3日） - 正月特番 お年玉つき電話リクエスト大会（特番につき、通算放送回にカウントせず）
- 第47回（1988年1月10日） - 手塚治虫[注 6]
- 第48回（1988年1月17日） - 榊原郁恵
- 第49回（1988年1月24日） - 小松政夫
- 第50回（1988年1月31日） - 水前寺清子
- 第51回（1988年2月14日） - 浅田美代子
- 第52回（1988年2月21日） - 松崎しげる
- 第53回（1988年2月28日） - 小泉今日子
- 第54回（1988年3月6日） - 定岡正二
- 第55回（1988年3月13日） - 野口五郎
- 第56回（1988年3月20日） - 鈴木ヒロミツ
- 第57回（1988年3月27日） - 小林亜星
- 第58回（1988年4月10日） - 石ノ森章太郎
- 第59回（1988年4月24日） - リクエスト大会
- 第60回（1988年5月1日） - 西城秀樹
- 第61回（1988年5月8日） - 岡崎友紀
- 第62回（1988年5月15日） - MIE[注 7]
- 第63回（1988年5月22日） - 大場久美子[注 8]
- 第64回（1988年6月5日） - 橋幸夫
- 第65回（1988年6月12日） - 湯原昌幸・荒木由美子
- 第66回（1988年6月26日） - 京本政樹
- 第67回（1988年7月10日） - 山田隆夫
- 第68回（1988年7月24日） - 江本孟紀
- 第69回（1988年7月31日） - 三田寛子
- 第70回（1988年8月7日） - 岡田可愛
- 第71回（1988年8月14日） - 新沼謙治
- 第72回（1988年8月28日） - 永井豪
- 第73回（1988年9月4日） - 広岡瞬
- 第74回（1988年9月11日） - 森末慎二
- 第75回（1988年9月18日） - 村野武憲[注 9]
- 第76回（1988年9月25日） - 渡辺正行
- 第77回（1988年10月16日） - 山口美江
- 第78回（1988年10月30日） - 島田紳助
- 第79回（1988年11月6日） - 川崎徹、おもしろCM特集
- 第80回（1988年11月20日） - 水島新司、野球アニメ総特集
- 第81回（1988年11月27日） - 楠田枝里子
- 第82回（1988年12月4日） - 小野寺昭
- 第83回（1988年12月11日） - なぎら健壱
- 第84回（1988年12月18日） - 林寛子
- 第85回（1988年12月25日） - ジャイアント馬場
- 第0回（1989年1月3日） - 怒りのリクエスト大会（正月特番につき、放送回にカウントせず）
- 第86回（1989年1月15日） - 伊丹十三
- 第87回（1989年1月22日） - ケント・デリカット（当初は同年1月8日放送予定だったが、昭和天皇崩御に伴う特別編成のため延期された）
- 第88回（1989年1月29日） - 所ジョージ
- 第89回（1989年2月5日） - 和田勉
- 第90回（1989年2月12日） - 手塚治虫アニメ特集（手塚の死去に際し、番組本編の前後にMCの三宅が顔出し[注 10]をして追悼を延べた後、手塚がゲスト出演した第47回の再編集版を放送）
- 第91回（1989年2月26日） - 原由子
- 第92回（1989年3月5日） - 真屋順子
- 第93回（1989年3月12日） - 掛布雅之
- 第94回（1989年3月19日） - 市毛良枝
- 第95回（1989年3月26日） - 山城新伍
- 第96回（1989年4月9日） - 笑福亭鶴瓶
- 第97回（1989年4月16日） - 斉藤由貴
- 第98回（1989年4月23日） - 嘉門達夫
- 第99回（1989年4月30日） - 山響親方（元大関朝潮）
- 第100回（1989年5月14日） - 景山民夫
- 第101回（1989年6月4日） - 中田喜子
- 第102回（1989年6月11日） - デーモン小暮
- 第103回（1989年6月18日） - 斉藤慶子
- 第104回（1989年6月25日） - 中村雅俊
- 第105回（1989年7月2日） - コロッケ
- 第106回（1989年7月16日） - 石田純一
- 第107回（1989年7月23日） - 松原智恵子
- 第108回（1989年8月6日） - 夏木ゆたか
- 第109回（1989年8月20日） - 河合奈保子
- 第110回（1989年8月27日） - 斉藤仁
- 第111回（1989年9月3日） - 沢田研二
- 第112回（1989年9月17日） - 髙嶋政宏
- 第113回（1989年9月24日） - 根津甚八
- 第114回（1989年10月1日） - 清水ミチコ
- 第115回（1989年10月8日） - テレビ探偵団秋祭り！楠田枝里子、渡辺正行　牧冬吉 （放送90分。レギュラー枠の拡大につき、放送回をカウント）
- 第116回（1989年10月15日） - 太平サブロー・シロー
- 第117回（1989年10月29日） - 矢崎滋
- 第118回（1989年11月5日） - 布川敏和
- 第119回（1989年11月12日） - ジュディ・オング
- 第120回（1989年11月26日） - 古舘伊知郎
- 第121回（1989年12月3日） - 原田大二郎
- 第122回（1989年12月10日） - 水沢アキ
- 第123回（1989年12月17日） - 錦織一清
- 第124回（1989年12月24日） - 藤木悠
- 第0回（1990年1月3日） - テレビ探偵団豪華版西村知美、富田靖子、山瀬まみ（枠外の正月特番につき、放送回にカウントせず）
- 第125回（1990年1月7日） - 筑紫哲也
- 第126回（1990年1月14日） - 勝野洋
- 第127回（1990年1月21日） - 高嶋政伸
- 第128回（1990年1月28日） - 藤田弓子
- 第129回（1990年2月4日） - 逸見政孝
- 第130回（1990年2月11日） - 西村知美
- 第131回（1990年3月4日） - 上岡龍太郎
- 第132回（1990年3月11日） - 中野良子
- 第133回（1990年3月18日） - 吉幾三
- 第134回（1990年3月25日） - 柴俊夫
- 第135回（1990年4月1日） - 生放送！テレビ探偵団タイトル不明番組を探せ！電話公開大捜査!!浅野ゆう子（TBSスタジオ）、山田邦子、小林稔侍、松村雄基、井森美幸、有森也実、田中美奈子（緑山スタジオ「トップスチュワーデス物語収録現場」）（レギュラー枠拡大のため、放送回をカウント）
- 第136回（1990年4月29日） - 子ども大会間下このみ、カケフくん、次郎
- 第137回（1990年5月6日） - 柳葉敏郎
- 第138回（1990年5月13日） - 森口博子
- 第139回（1990年5月20日） - 小林昭二
- 第140回（1990年6月3日） - 松居直美
- 第141回（1990年6月10日） - 渡辺裕之
- 第142回（1990年6月24日） - 桂文珍
- 第143回（1990年7月8日） - 伊藤かずえ
- 第144回（1990年7月15日） - 阿部寛
- 第145回（1990年7月29日） - 浅茅陽子
- 第146回（1990年8月5日） - 野沢直子
- 第147回（1990年8月12日） - 松尾貴史
- 第148回（1990年8月19日） - 森川由加里
- 第149回（1990年9月2日） - 喜多嶋舞
- 第150回（1990年9月9日） - 150回リクエストSP小倉久寛
- 第151回（1990年9月16日） - 賀来千香子
- 第152回（1990年9月23日） - 石野真子
- 第153回（1990年9月30日） - ダウンタウン
- 第154回（1990年10月21日） - 松下由樹
- 第155回（1990年10月28日） - 井森美幸
- 第156回（1990年11月4日） - 川合俊一
- 第157回（1990年11月11日） - 吉村明宏
- 第158回（1990年11月18日） - 谷啓
- 第159回（1990年11月25日） - サンプラザ中野
- 第160回（1990年12月16日） - 織田裕二
- 第161回（1990年12月23日） - 木内みどり
- 第0回（1991年1月3日） - 新春特番テレビ探偵団　テレビCM大全集和田勉、泉麻人、高嶋政伸、川合俊一、東ちづる、森川由加里、高橋ひとみ（正月特番につき、放送回にカウントせず）
- 第162回（1991年1月6日） - 時任三郎
- 第163回（1991年1月13日） - 田中義剛
- 第164回（1991年1月20日） - 南野陽子
- 第165回（1991年1月27日） - 志垣太郎
- 第166回（1991年2月3日） - 高橋ひとみ
- 第167回（1991年2月10日） - 山下真司
- 第168回（1991年2月17日） - 熊谷真実
- 第169回（1991年2月24日） - 萬田久子
- 第170回（1991年3月3日） - ウッチャンナンチャン
- 第171回（1991年3月10日） - 佐藤B作
- 第172回（1991年3月17日） - 前田吟
- 第173回（1991年3月24日） - 五木ひろし
- 第174回（1991年4月14日） - 峰竜太[注 11]
- 第175回（1991年4月21日） - 安部譲二
- 第176回（1991年5月5日） - GWヤングレトロ大会　石田ひかり、藤谷美紀
- 第177回（1991年5月12日） - 紺野美沙子
- 第178回（1991年5月19日） - 原田知世
- 第179回（1991年6月2日） - 野々村真
- 第180回（1991年6月9日） - 岸田今日子
- 第181回（1991年6月23日） - 小林稔侍
- 第182回（1991年7月7日） - 諸星和己
- 第183回（1991年7月14日） - 早見優
- 第184回（1991年7月28日） - 牧瀬里穂
- 第185回（1991年8月4日） - 藤田朋子
- 第186回（1991年8月11日） - 吉田栄作
- 第187回（1991年8月18日） - 柴田恭兵
- 第188回（1991年9月1日） - 草刈正雄
- 第189回（1991年9月8日） - 山本リンダ
- 第190回（1991年9月15日） - 黒木瞳
- 第191回（1991年9月29日） - スポーツスペシャル
- 第192回（1991年10月20日） - 中森明菜
- 第193回（1991年10月27日） - 江口洋介
- 第194回（1991年11月3日） - 高田文夫
- 第195回（1991年11月10日） - 高島忠夫
- 第196回（1991年11月17日） - ラッキィ池田
- 第197回（1991年11月24日） - 谷村新司
- 第198回（1991年12月1日） - 神田正輝
- 第199回（1991年12月15日） - ビジーフォースペシャル
- 第200回（1991年12月22日） - 東山紀之　200回記念
- 第201回（1992年1月12日） - 松田聖子
- 第202回（1992年1月19日） - 桑野信義
- 第203回（1992年1月26日） - 高松英郎
- 第204回（1992年2月2日） - 森尾由美
- 第205回（1992年2月9日） - 宅麻伸
- 第206回（1992年2月16日） - 名取裕子
- 第207回（1992年2月23日） - そのまんま東
- 第208回（1992年3月1日） - 舛添要一
- 第209回（1992年3月8日） - 山瀬まみ
- 第210回（1992年3月15日） - 山岡久乃
- 第211回（1992年3月22日） - 田原俊彦
- 第212回（1992年3月29日） - 「感謝祭スペシャル」〜司会者3人の昔の映像と、各局の最多リクエスト番組を特集（最終回）

### レギュラー放送終了後
- 金曜テレビの星! 復活！テレビ探偵団スペシャル（1992年7月31日） - 山田邦子、加山雄三
- 金曜テレビの星! 特大号！テレビ探偵団（1992年11月6日） - 明石家さんま
- 豪華版！テレビ探偵団 （2000年9月21日） - 加藤茶、中村雅俊、山下真司、桜木健一、吉沢京子、小野寺昭、優香、武田鉄矢、国広富之、松崎しげる、滝沢秀明、 嵐、福留功男、三雲孝江
- 豪華版！テレビ探偵団お正月スペシャル（2001年1月2日） - 堀江美都子、南野陽子、大村崑、桜木健一、天童よしみ、前田吟、冨士眞奈美、伊藤かずえ、片平なぎさ、黒部進、桜井浩子、藤岡弘、下川辰平、近藤正臣、小林綾子、伊東四朗
- 超豪華！テレビ探偵団（2001年4月8日） - ウッチャンナンチャン、極楽とんぼ
- ザ・ベストテン2001 ベストテン探偵団（2001年12月30日） - 黒柳徹子、沢田研二

## スタッフ
- 構成：腰山一生、高平哲郎、谷口秀一、杉山王郎
- 技術：村杉幸一、新福剛、杉田謙二、秋本浩志
- カラー調整：小高宏文、飯塚嗣、丹野至之、豊中俊榮、安藤紘平
- カメラ：小山内義紀、細野克雄
- 照明：田中豊治、小野寺瑞樹、大野治利
- 音声：中嶋典之、柳沢任広、近藤洋一、倉本紀彦、吉田克哉、木村保
- 編集：宮原茂太
- 音響効果：舘野忠之、新谷隆生
- 美術デザイン：山田栄
- 美術制作：宮崎保城、長谷川隆之
- スタイリスト：五十嵐準子
- 取材：杉山王郎、米川伸生
- 演出：岡本充敏、高田一、及川俊明、鈴木孝之、赤木準平、宮本稔、小松原登
- プロデューサー：石川眞実、内山雄治
- 制作協力：創都 (CREATIVE CITY)
- 製作著作：TBS

## 書籍
- 三宅裕司『ぼっ!ぼっ…ぼくらはテレビ探偵団 : 懐かしがってばかりはいられない』祥伝社〈ノン・ライブ ; 5〉、1987年5月30日。ISBN 4-396-62005-5。NDLJP:12275922。[2]
  - 三宅裕司のテレビっ子ぶりを回顧した自伝と、番組に迎えたゲストたちの発言やエピソードを交えたバラエティブック。森田健作から徳光和夫までの18人のゲスト回について触れられている。

## ネット局
- 東京放送（現在のTBS） - 制作局
- 北海道放送
- 青森テレビ
- IBC岩手放送
- 東北放送
- テレビユー山形 - 1989年10月開局から
- テレビユー福島
- テレビ山梨
- 新潟放送
- 信越放送
- 静岡放送
- 中部日本放送
- チューリップテレビ - 1990年10月開局から
- 北陸放送
- 毎日放送
- 山陰放送
- 山陽放送
- 中国放送
- テレビ山口
- テレビ高知
- RKB毎日放送
- 長崎放送
- 熊本放送
- 大分放送
- 宮崎放送
- 南日本放送
- 琉球放送